# 重庆市巴蜀小学校
重庆市巴蜀小学校创办于1933年。现址位于中华人民共和国重庆市渝中区巴教村15号（黄花园大桥旁边），是重庆市示范学校，同时还是中华人民共和国教育部全国基础教育定点联系的四所小学之一。校训为公正诚朴，现任校长是马宏。